# Cadulus gibbus
Cadulus gibbus är en blötdjursart som beskrevs av John Gwyn Jeffreys 1883. Cadulus gibbus ingår i släktet Cadulus och familjen Gadilidae. Inga underarter finns listade i Catalogue of Life.